# Aire urbaine de Briançon
L'aire urbaine de Briançon est une aire urbaine française centrée sur l'unité urbaine de Briançon.

## Caractéristiques
D'après la définition qu'en donne l'INSEE, l'aire urbaine de Briançon est composée de 9 communes, situées dans les Hautes-Alpes. Ses 17 023 habitants font d'elle la 289e aire urbaine de France.
6 communes de l'aire urbaine sont des pôles urbains.
Le tableau suivant détaille la répartition de l'aire urbaine sur le département (les pourcentages s'entendent en proportion du département) :
| Département  | Communes | Communes (%) | Superficie (km²) | Superficie (%) | Population (1999) | Population (%) |
| ------------ | -------- | ------------ | ---------------- | -------------- | ----------------- | -------------- |
| Hautes-Alpes | 9        | 5,1          | 364,98           | 6,6            | 17 023            | 14,0           |

## Communes
Voici la liste des communes françaises de l'aire urbaine de Briançon.
| Code INSEE | Commune                    | Type                  | Département  | Superficie (km²) | Population (1999) | Densité (hab./km²) |
| ---------- | -------------------------- | --------------------- | ------------ | ---------------- | ----------------- | ------------------ |
| 05023      | Briançon                   | Pôle urbain           | Hautes-Alpes | +0028,07         | +00010 737,       | +00382,51          |
| 05027      | Cervières                  | Commune monopolarisée | Hautes-Alpes | +0109,68         | +00 000129,       | +0 0001,18         |
| 05107      | Puy-Saint-André            | Pôle urbain           | Hautes-Alpes | +0015,37         | +00 000462,       | +00030,06          |
| 05109      | Puy-Saint-Pierre           | Pôle urbain           | Hautes-Alpes | +0007,74         | +00 000354,       | +00045,74          |
| 05133      | Saint-Chaffrey             | Pôle urbain           | Hautes-Alpes | +0025,88         | +0 0001 569,      | +00060,63          |
| 05151      | Saint-Martin-de-Queyrières | Commune monopolarisée | Hautes-Alpes | +0055,52         | +00 000936,       | +00016,86          |
| 05161      | La Salle-les-Alpes         | Pôle urbain           | Hautes-Alpes | +0035,42         | +00 000976,       | +00027,56          |
| 05174      | Val-des-Prés               | Commune monopolarisée | Hautes-Alpes | +0044,77         | +00 000450,       | +00010,05          |
| 05183      | Villar-Saint-Pancrace      | Pôle urbain           | Hautes-Alpes | +0042,53         | +0 0001 410,      | +00033,15          |
|            | Total                      |                       |              | +0364,98         | +00017 023,       | +00046,64          |